# Anthodiscus chocoensis
Anthodiscus chocoensis là một loàithực vật thuộc họ Caryocaraceae. Loài này có ở Colombia, Costa Rica, và Panama. Chúng hiện đang bị đe dọa vì mất môi trường sống.